# Gabriel Landeskog
Gabriel Ingemar John Landeskog, född 23 november 1992, är en svensk ishockeyforward och lagkapten för Colorado Avalanche i National Hockey League (NHL). Han draftades som andra spelare totalt i NHL Entry Draft 2011 av Colorado. 4 september 2012 valdes Landeskog som lagkapten för Colorado Avalanche som den fjärde i klubbens historia och var då den yngste i NHL-historien i en ålder av 19 år och 286 dagar. Han vann Stanley Cup med Avalanche 2022. Landeskog ådrog sig samma säsong en allvarlig knäskada vilket höll honom borta från spel i tre års tid.

## Karriär

### Historia
Landeskog inledde sin hockeykarriär i Hammarby IF. Vid 15 års ålder var han självskriven i Djurgårdens J18-lag och förde dem till seger i J18 Allsvenskan. Samma säsong debuterade han även för Djurgården i J20 SuperElit och tog en plats i U16-landslaget, där han producerade imponerade 12 poäng (7 mål, 5 assists) på 8 landskamper och blev utsedd till lagkapten. Det stora genombrottet kom säsongen därpå, 2008/09, då Landeskog vid 16 års ålder (med 9 mål på 8 matcher) vann skytteligan i TV-pucken och därtill etablerade sig som nyckelspelare i Djurgårdens J20-lag och J18-landslaget. Han var en av Sveriges tongivande spelare i J18-VM, där han gjorde 4 mål på 5 matcher.
Mest uppmärksamhet fick han dock 21 februari 2009, då han vid en ålder av 16 år och 90 dagar blev den yngsta spelaren i Djurgårdens historia och den tredje yngsta elitseriespelaren genom alla tider i en match mot Brynäs IF, som Djurgården förlorade med 2-4. I sin debut fick han drygt sju minuters speltid och sköt ett skott på mål. Sin ålder till trots, fick Landeskog förtroendet i ytterligare två elitseriematcher efter debuten och noterades totalt för en assist.
Under NHL-lockouten 2012 återvände Landeskog till Djurgården för spel i Hockeyallsvenskan. Väl där, producerade han 14 poäng (6 mål, 8 assists) på 17 matcher och lockade publik till Djurgårdens matcher.

### Kitchener Rangers
Inför nästföljande säsong, 2009/10, deklarerade Landeskog att det varit hans stora dröm att spela juniorhockey i Kanada. Därför avstod han från ett A-lagskontrakt och fortsatt elitseriespel med Djurgården. Plymouth Whalers, som hade rättigheterna till Landeskog, sålde honom till Kitchener Rangers den 4 augusti 2009. Vid säsongens slut låg Landeskog trea i poängligan för rookies i OHL med 46 poäng (24 mål, 22 assists) på 61 matcher. I sitt första OHL-slutspel växte Landeskog ut till en av lagets förgrundsgestalter, när han gjorde 18 poäng (7 mål, 11 assists) på 15 matcher. 24 oktober 2010 utnämndes han till lagkapten i Rangers, vilket gjorde honom till den första europeiska kaptenen i lagets historia. Den säsongen slutade Landeskog på 66 poäng (36 mål, 30 assists) på 53 matcher, som även blev ett nytt svenskt poängrekord i OHL som höll i sig i tre år tills det slogs av André Burakovsky.

### Colorado Avalanche

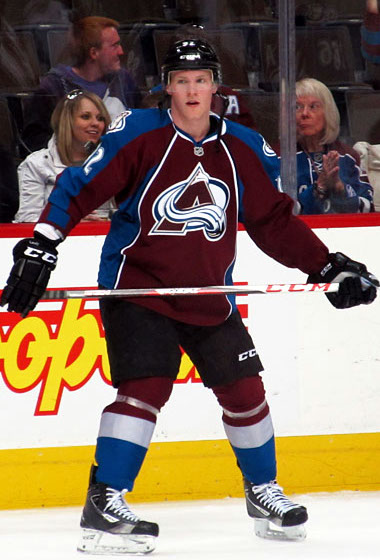
Landeskog med Colorado Avalanche 2012

Landeskog valdes som nummer två av Colorado Avalanche i NHL-draften 2011 och blev då också den förste svenskfödde spelaren från OHL att bli vald i den första rundan. Bland svenskar totalt har endast Mats Sundin och sedermera Rasmus Dahlin tingats med ett lägre draftnummer. Landeskog etablerade sig direkt under säsongen 2011/2012 som en tongivande spelare i Colorados trupp. Hans första NHL-mål gjorde han den 12 oktober 2011 på Steve Mason i Columbus Blue Jackets på en styrning av ett skott från Jan Hejda med 41 sekunder kvar av matchen, och förde därmed matchen till förlängning. Detta mål gjorde honom till den dittills yngste svensken någonsin att göra mål i NHL, 18 år och 324 dagar gammal. Tio dagar senare, 22 oktober 2011, gjorde han för första gången två mål i en och samma match när Colorado vann över Chicago Blackhawks med 5-4. 1 mars 2012 fick han sin första fem-minuters utvisning då han hamnade i slagsmål med Columbus Blue Jackets Jack Johnson. Samma dag blev Landeskog utnämnd till månadens bäste rookie efter att ha gjort sju mål och totalt 13 poäng under februari. I sin första säsong i NHL spelade Landeskog samtliga 82 matcher och vann poängligan för rookies med 52 poäng (22 mål, 30 assists). Landeskogs 22 mål räckte även för att vinna Colorados interna skytteliga och han hade därtill bäst plus/minus-statistik i laget (+20). Kombinationen av målproduktion, utmärkt plusminusstatistik och goda ledaregenskaper blev sedan en viktig faktor när han i slutet av säsongen blev tredje och i särklass yngste svensk genom tiderna att belönas med Calder Memorial Trophy som ligans bästa nykomling och därtill tog plats i ligans Rookie All Star Team.
Inför säsongen 2012/2013 blev Landeskog utsedd till Colorados lagkapten. I och med det blev 19-åringen den yngsta lagkaptenen någonsin i NHL:s historia. Den 15 augusti 2013 skrev Landeskog på en kontraktsförlängning med Avalanche. Kontraktet är på sju år och är värt totalt $39 miljoner, där genomsnittslönen är $5,571,429 per år.

## Landslagskarriär
I början av 2009 var Landeskog med i det J18-landslag som representerade Sverige i Ivan Hlinkas minnesturnering. Där blev det från hans klubba 7 poäng (4 mål, 3 assists) på 4 matcher och småkronorna slutade trea efter att ha vunnit mot USA med 9-2 i bronsmatchen. Landeskog fick denna säsong även, vid 16 års ålder, debutera i J20-landslaget.
Debuten i A-landslaget dröjde till 26 april 2012, i en träningsmatch i Brno mot Tjeckien, då Landeskog - med sin lyckade NHL-säsong i ryggen - klev ut på isen med ett A på bröstet som en av de yngsta assisterade svenska kaptenerna genom tiderna. Matchen slutade till slut med svensk förlust, 3-5, men Landeskog korades till bäste svenske spelare och var därefter självskriven i den svenska truppen till hemma-VM samma vår. Tre Kronor slogs ut i kvartsfinal av Tjeckien. Landeskog spelade även två landskamper med Tre Kronor under NHL-lockouten därpå följande säsong, då utan att producera poäng. Landeskog var senare med och tog guld med landslaget under VM 2013, där han gjorde 3 mål och 1 assist på 10 matcher .
Landeskog var i februari 2014 med i Tre Kronors trupp under OS i Sotji där laget förlorade finalen mot de regerande mästarna Kanada, med 3–0.

## Privatliv
Gabriel Landeskog är uppvuxen i Älvsjö och är son till den förre Hammarby-backen Tony Landeskog och hockeyfostrad i Hammarby och Djurgården. Hans syskon heter Beatrice och Adam Landeskog.
Landeskog är gift med Melissa från Kanada och de har två barn tillsammans.

## Statistik

### Klubbkarriär
| 2007–08    | Djurgårdens IF     | J20        | 1   | 0   | 0   | 0   | 0   | —  | —  | —  | —  | —  |
| 2008–09    | Djurgårdens IF     | J20        | 31  | 7   | 14  | 21  | 63  | 6  | 1  | 0  | 1  | 8  |
| 2008–09    | Djurgårdens IF     | SEL        | 3   | 0   | 1   | 1   | 2   | —  | —  | —  | —  | —  |
| 2009–10    | Kitchener Rangers  | OHL        | 61  | 24  | 22  | 46  | 51  | 20 | 8  | 15 | 23 | 18 |
| 2010–11    | Kitchener Rangers  | OHL        | 53  | 36  | 30  | 66  | 61  | 7  | 6  | 4  | 10 | 2  |
| 2011–12    | Colorado Avalanche | NHL        | 82  | 22  | 30  | 52  | 51  | —  | —  | —  | —  | —  |
| 2012–13    | Djurgårdens IF     | HA         | 17  | 6   | 8   | 14  | 32  | —  | —  | —  | —  | —  |
| 2012–13    | Colorado Avalanche | NHL        | 36  | 9   | 8   | 17  | 22  | —  | —  | —  | —  | —  |
| 2013–14    | Colorado Avalanche | NHL        | 81  | 26  | 39  | 65  | 71  | 7  | 3  | 1  | 4  | 8  |
| 2014–15    | Colorado Avalanche | NHL        | 82  | 23  | 36  | 59  | 79  | —  | —  | —  | —  | —  |
| 2015–16    | Colorado Avalanche | NHL        | 75  | 20  | 33  | 53  | 69  | —  | —  | —  | —  | —  |
| 2016–17    | Colorado Avalanche | NHL        | 72  | 18  | 15  | 33  | 62  | —  | —  | —  | —  | —  |
| 2017–18    | Colorado Avalanche | NHL        | 78  | 25  | 37  | 62  | 37  | 6  | 4  | 3  | 7  | 8  |
| 2018–19    | Colorado Avalanche | NHL        | 73  | 34  | 41  | 75  | 51  | 12 | 3  | 5  | 8  | 10 |
| 2019–20    | Colorado Avalanche | NHL        | 54  | 21  | 23  | 44  | 47  | 14 | 2  | 11 | 13 | 12 |
| 2020–21    | Colorado Avalanche | NHL        | 54  | 20  | 32  | 52  | 34  | 10 | 4  | 9  | 13 | 9  |
| 2021–22    | Colorado Avalanche | NHL        | 51  | 30  | 29  | 59  | 78  | 20 | 11 | 11 | 22 | 6  |
| 2024–25    | Colorado Eagles    | AHL        | 2   | 1   | 1   | 2   | 2   | —  | —  | —  | —  | —  |
| 2024–25    | Colorado Avalanche | NHL        | —   | —   | —   | —   | —   | 5  | 1  | 3  | 4  | 0  |
| NHL totalt | NHL totalt         | NHL totalt | 738 | 248 | 323 | 571 | 601 | 74 | 28 | 43 | 71 | 53 |

### Internationellt
| År            | Lag           | Turnering     |               | Matcher | Mål | Assist | Poäng | Utv |
| ------------- | ------------- | ------------- | ------------- | ------- | --- | ------ | ----- | --- |
| 2009          | Sverige       | U18-VM        | 6             | 4       | 0   | 4      | 7     |     |
| 2011          | Sverige       | JVM           | 1             | 1       | 1   | 2      | 0     |     |
| 2012          | Sverige       | VM            | 8             | 1       | 4   | 5      | 6     |     |
| 2013          | Sverige       | VM            | 10            | 3       | 1   | 4      | 18    |     |
| 2014          | Sverige       | OS            | 6             | 0       | 1   | 1      | 4     |     |
| 2016          | Sverige       | WCH           | 4             | 1       | 0   | 1      | 2     |     |
| 2017          | Sverige       | VM            | 10            | 2       | 3   | 5      | 2     |     |
| 2019          | Sverige       | VM            | 5             | 2       | 5   | 7      | 0     |     |
| Junior totalt | Junior totalt | Junior totalt | Junior totalt | 7       | 5   | 1      | 6     | 24  |
| Senior totalt | Senior totalt | Senior totalt | Senior totalt | 43      | 9   | 14     | 23    | 32  |

## Meriter och utmärkelser
| Merit                     | Årtal         |
| ------------------------- | ------------- |
| OHL                       |               |
| First All-Rookie Team     | 2010          |
| NHL                       |               |
| NHL's Rookie of the Month | Februari 2012 |
| NHL All-Rookie Team       | 2012          |
| Calder Memorial Trophy    | 2012          |
| NHL All-Star              | 2019          |
| Stanley Cup               | 2022          |